# Trahamunda

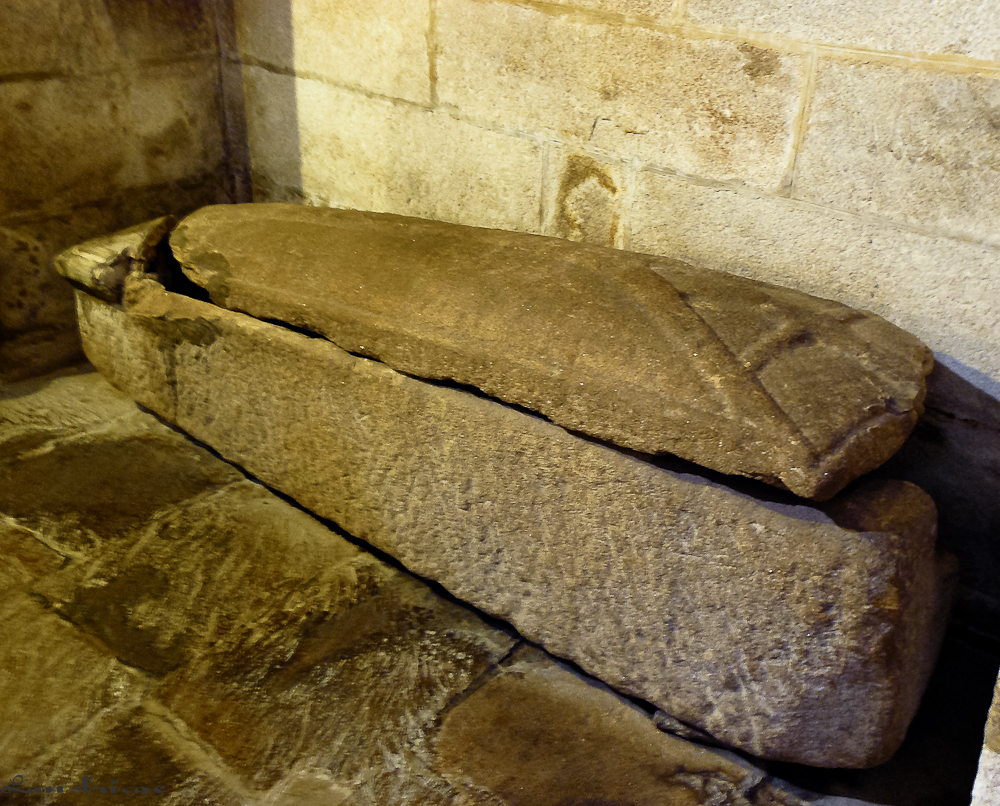
Sepulcro de Trahamunda en el Monasterio de San Juan de Poyo.

Santa Trahamunda fue una monja procedente de Galicia, España, de la Alta Edad Media y que es venerada como una santa. Su vida, que se ha conservado en forma de leyenda, la relaciona con el Monasterio de San Juan de Poyo en la provincia de Pontevedra. Popularmente es considerada la patrona de la «morriña».

## Vida
Según la tradición, Trahamunda era novicia en el convento de San Martín de la isla de Tambo cuando fue secuestrada en un ataque de los moros, según algunas fuentes por Abderramán I, y otros por su segundo nieto Abderramán II. Llevada a Córdoba para unirse al harén, por su negativa fue encerrada en la cárcel durante once años. Según la leyenda, el 23 de junio pidió a Dios encontrarse en Poyo al día siguiente, día de San Juan Bautista. Un ángel le dio una rama de palma, con la que viajó a Galicia. Más tarde, plantó la palma cerca del Monasterio de San Juan de Poyo, donde germinó y se mantuvo hasta el siglo XVI.
Su tumba, de estilo suevo-visigodo, se conserva en la capilla del monasterio de Poyo. Su festividad se celebra el 14 de noviembre.